# Бабадимри
Бабадимри (алб. Babadimri, также алб. Shën Nikolla «Святой Николай», алб. Atit e Krishtlindjeve «Дед Мороз» и Kris Kringle) — албанский мифологический персонаж, который приносит подарки хорошим детям в вечерние и ночные часы Сочельника, 24 декабря. Его праздник приходится на 6 декабря (День Святого Николая). Легенда может быть частично основана на агиографических рассказах об исторической личности святителя Николая.
Хотя первоначально на изображениях Бабадимри представал в епископском облачении Святого Николая, то в современную эпоху, как правило, как полный веселый седобородый человек, одетый в красную куртку с белыми манжетами и воротником, красные брюки с чёрный кожаным ремнем и ботинки (см. Санта-Клаус).
Бабадимри — фольклорный зимний персонаж, наиболее близкий румынскому Мош Крэчуну (рум. Moş Crăciun).